# Mary Assumpta Long
Mary Assumpta Long es una religiosa católica estadounidense, por un tiempo fue dominica de Santa Cecilia, profesora, fundadora de las Hermanas Dominicas de María Madre de la Eucaristía y primera y actual priora general de dicho instituto.

## Biografía
Mary Assumpta Long nació en los Estados Unidos e ingresó en la Congregación de Santa Cecilia, instituto de espiritualidad dominica donde hizo su profesión religiosa. Estudió Teología en la Universidad Pontificia de Santo Tomás de Aquino de Roma.
Long, junto a otras tres religiosas, abandonó la congregación para fundar, en 1997, la Congregación de Hermanas Dominicas de María Madre de la Eucaristía, con la aprobación del arzobispo de Nueva York, el cardenal John Joseph O'Connor. La primera casa fue establecida en Ann Arbor, estado de Michigan, y ella, fue nombrada la primera priora general. El instituto, luego de comenzar solo con cuatro religiosas, en menos poco más de 20 años el instituto ha logrado alcanzar la cifra de 120, en un tiempo en que las vocaciones religiosas sueles ser escasas.
Además de los cargos en su congregación, Long ha desempeñado otros cargos eclesiásticos, presidente del Foro de Superiores Mayores de los Estados Unidos y ha hecho parte, en varias ocasiones, de la junta del Instituto de Vida Religiosa. Actualmente, aparte de las funciones de gobierno, se dedica a dictar conferencias de teologías en diversos congresos, institutos, escuelas y otras actividades académicas nacionales e internacionales. Junto con sus religiosas, ha dirigido la serie de televisión Truth in the Heart de EWTN y ha aparecido dos veces en The Oprah Winfrey Show.